# Bondy
Bondy és un municipi francès, situat al departament de Sena Saint-Denis i a la regió de l'Illa de França. L'any 2004 tenia 54.700 habitants.
Forma part del cantó de Bondy i del districte de Bobigny. I des del 2016, de la divisió Est Ensemble de la Metròpoli del Gran París.
Situada al nord-est de París, sobre el canal Ourcq, hi destaca la indústria de l'automòbil.